# Раваллі (Монтана)
Раваллі (англ. Ravalli) — переписна місцевість (CDP) в США, в окрузі Лейк штату Монтана. Населення — 85 осіб (2020).

## Географія
Раваллі розташоване за координатами 47°16′53″ пн. ш. 114°9′52″ зх. д. / 47.28139° пн. ш. 114.16444° зх. д. (47.281350, -114.164362).  За даними Бюро перепису населення США в 2010 році переписна місцевість мала площу 6,86 км², з яких 6,83 км² — суходіл та 0,03 км² — водойми.

## Демографія
Згідно з переписом 2010 року, у переписній місцевості мешкало 76 осіб у 38 домогосподарствах у складі 24 родин. Густота населення становила 11 особа/км².  Було 53 помешкання (8/км²).
Расовий склад населення:
| - 65,8 % — білих - 9,2 % — корінних американців |

До двох чи більше рас належало 25,0 %. Частка іспаномовних становила 6,6 % від усіх жителів.
За віковим діапазоном населення розподілялося таким чином: 15,8 % — особи молодші 18 років, 71,0 % — особи у віці 18—64 років, 13,2 % — особи у віці 65 років та старші. Медіана віку мешканця становила 50,2 року. На 100 осіб жіночої статі у переписній місцевості припадало 105,4 чоловіків;  на 100 жінок у віці від 18 років та старших — 100,0 чоловіків також старших 18 років.
Цивільне працевлаштоване населення становило 16 осіб. Основні галузі зайнятості: виробництво — 100,0 %.